# Route nationale 1141
La route nationale 1141, ou RN 1141, était une route nationale française reliant Angoulême à Saint-Yrieix-sur-Charente. Elle était à 2×2 voies.

## Présentation
La RN 1141 est mise en service en 2006 entre Angoulême et Saint-Yrieix-sur-Charente. La construction du tronçon manquant entre Saint-Yrieix-sur-Charente et la RN 141 à la Vigerie a été suspendue en 2006 à la suite de la construction de la LGV Sud Europe Atlantique, passant à l'ouest de Fléac, ce qui explique que la RN 1141 est en cul-de-sac. Les travaux ont repris courant 2017, pour une mise en service le 15 juin 2020, date à laquelle elle est absorbée par la N 141[réf. nécessaire].